# 戊字库
戊字库，明朝内廷十库之一，贮甲仗，隶属于工部。

## 官制
- 掌库，一员；
- 贴库，无定员；
- 佥书，无定员。